# Kolesarski maraton Franja
Maraton Franja je kolesarski maraton, ki sta ga leta 1982 prvič organizirala Zvone Zanoškar, direktor Kolesarskega društva Rog, in Tone Fornezzi - Tof, novinar Dnevnika. Maraton je od 1982 naprej stalnica v slovenskem prostoru in tako je letošnji maraton Franja potekal 12. in 13. junija, s štartom ob 9.00, prirejenim na trasi Ljubljana - Vrhnika - Logatec - Godovič - Idrija - Cerkno - Kladje - Sovodenj - Škofja Loka - Vodice - Tacen - Ljubljana, v skupni dolžini 156 kilometrov. 
Sodobni maraton Franja je razdeljen na dva dni, v prvem dnevu potekata družinski in barjanski maraton, v drugem dnevu prireditve pa potekata še veliki in mali Maraton Franja.
Maraton Franja je sedaj pridružen Alpe Adria Touru. Od leta 2002 je direktor dirke Gorazd Penko.